# Euploea brahma
Euploea brahma är en fjärilsart som beskrevs av Moore 1883. Euploea brahma ingår i släktet Euploea och familjen praktfjärilar. Inga underarter finns listade i Catalogue of Life.